# Sigesbeckia jorullensis
Sigesbeckia jorullensis là một loài thực vật có hoa trong họ Cúc. Loài này được Kunth miêu tả khoa học đầu tiên năm 1818.